# Wels
Wels és la segona ciutat més gran de l'Alta Àustria i té l'estatus de ciutat estatutària. Durant l'Imperi Romà i l'Edat Mitjana va ser la ciutat més important de la regió. Actualment, és un focus industrial, comercial i cultural.

## Geografia
Wels en el Hausruckviertel, a 317 metres sobre el nivell del mar, a la riba esquerra del riu Traun.
La ciutat està formada per 5 barris: Innenstadt, Lichtenegg, Vogelweide, Neustadt i Pernau.

## Demografia
El 17% de la població de Wels té menys de 15 anys, el 63% entre 15 i 60 anys, i el 20% és major de 60 anys.
El 16% de la població és estrangera, dels quals, 1% dels països de la UE. Els principals països d'origen, per ordre decreixent, són Bòsnia i Hercegovina, Turquia, Croàcia, Sèrbia i Montenegro.
El 63% de la població és catòlica, el 14% es declara atea, el 10% practica la religió islàmica, i el 7% pertany a l'església evangèlica. La resta es reparteix entre ortodoxos i altres comunitats religioses.

## Història
La regió de Wels va estar poblada des del Neolític (cap al 3.500aC), encara que es desconeix de quin poble es tractava. En el 1000aC, els Ilyre van ocupar la regió al voltant de Wels, i posteriorment va formar part del regne cèltic de Noricum.
El 15 aC, Wels va ser colonitzada pels romans, sota l'emperador August el 15aC. L'any 120 va rebre el fur municipal romà, amb el nom Municipium Ovilava. Cap al 215 el césar Carcalla va anomenar la ciutat Colonia Aurelia Antoniana Ovilabis. La ciutat tenia 18.000 habitants, estava protegida per una muralla de 4 km i 50 torres, i hi havia cases de maons, termes, un circ i un sistema de reg. Amb la fi de l'Imperi Romà, Wels va perdre importància.
El nom de Wels prové del nom Ovilava, creat pels romans.
Durant l'Edat Mitjana, Wels va patir diversos canvis polítics. L'any 1222, durant el règim dels Babenberger, Wels va recuperar el fur municipal i va esdevenir una de les ciutats més importants de la regió per la seva situació cèntrica, a prop del riu Traun i pels seus privilegis econòmics.
En el segle xiv, amb els Habsburg, Wels recupera l'estabilitat política. Durant el segle xvi, va ser elegit el primer alcalde de Wels i es va fundar el monestir de Minoritenkloster. L'emperador Maximilià I va morir al castell de Wels el 12 de gener de 1519.
La industrialització comença al segle xix i es construeix unes vies, per cavalls, actualment visitat pels turistes.
Durant la Segona Guerra Mundial, es varen destruir forces edificis de Wels. Posteriorment, l'economia de la ciutat es recupera i el 18 de gener de 1964, Wels obté l'estatut de ciutat.

## Economia
Wels és una ciutat important de comerç i indústria, sobretot en maquinària agrícola.
També hi trobem nombrosos centres educatius
Actualment, el 63% dels 36.000 treballadors de Wels es troben en el sector serveis.
La fira Welser Messe que té lloc cada dos anys.

## Llocs d'interès

### Stadtplatz
Els edificis i estructura de la plaça Major de Wels daten del segle xviii i són, en la seva majoria, d'estil barroc. Ubicada en el centre de la ciutat, hi trobem la majoria d'edificis i llocs d'interès de Wels, o a prop.

### Ledererturm
En el segle xiii, la ciutat estava protegida per una muralla amb quatre torres. Actualment només resta el Ledereturm que podem trobar al començament de l'Stadtplatz. El seu nom prové de l'antic barri dels curtidors (en alemany, Viertel unter den Lederern)

### Ajuntament
L'Ajuntament (Rathaus) és un dels edificis més importants de la plaça Major de Wels. La seva façana és d'estil barroc i presenta unes 
finestres amb unes reixes molt grans, unes gerres de pedra i els escuts de diferents províncies d'Àustria.

### Metzen de Wels
A l'Stadtplatz trobem una rèplica del Metzen, una unitat de mesura antiga per a cereals, equivalent a 75 litres i que només era vàlida a Wels. El Metzen original està situat en el museu del Castell.

### Haas-Hof
Molt a prop de l'Statdplatz, hi trobem un dels patis més bonics de Wels, del segle xvi. És d'estil renaixentista i ens permet observar les antigues relacions econòmiques i culturals amb Itàlia.

### Castell de Wels
L'emperador Maximilià I, l'últim cavaller morí aquí en 1519. Des del 1983, el castell és el centre cultural de Wels. Una part de les col·leccions de la ciutat es troba aquí i en el jardí del castell es fan concerts i representacions de teatre durant l'estiu.

### Font
Statdplatz

### Reinberg i Marienwarte
A l'altra riba del riu Traum, trobem el parc de Reinberg. El parc i la Marienwarte van ser aprobades per l'alcalde de Wels, a finals del segle xix. Des d'aquí tenim una bonica vista sobre tota la ciutat.

## Personatges il·lustres
- Julius Wagner-Jauregg (1857-1940), neuròleg i psiquiatre, Premi Nobel de Medicina o Fisiologia de 1927.